# Liste der Biografien/Rosz
Liste der Biografien |
Portal Biografien |
Personensuche
# |
A |
B |
C |
D |
E |
F |
G |
H |
I |
J |
K |
L |
M |
N |
O |
P |
Q |
R |
S |
T |
U |
V |
W |
X |
Y |
Z |
?
 
Ra |
Rb |
Rd |
Re |
Rh |
Ri |
Rj |
Rk |
Rl |
Rm |
Rn |
Ro |
Rr |
Rs |
Rt |
Ru |
Rv |
Rw |
Rx |
Ry |
Rz
 
Roa |
Rob |
Roc |
Rod |
Roe |
Rof |
Rog |
Roh |
Roi |
Roj |
Rok |
Rol |
Rom |
Ron |
Roo |
Rop |
Roq |
Ror |
Ros |
Rot |
Rou |
Rov |
Row |
Rox |
Roy |
Roz 
 
Rosa |
Rosb |
Rosc |
Rosd |
Rose |
Rosh |
Rosi |
Rosj |
Rosk |
Rosl |
Rosm |
Rosn |
Roso |
Rosp |
Rosq |
Ross |
Rost |
Rosu |
Rosv |
Rosw |
Rosy |
Rosz 
Die Liste der Biografien führt alle Personen auf, die in der deutschsprachigen Wikipedia einen Artikel haben. Dieses ist eine Teilliste mit 10 Einträgen von Personen, deren Namen mit den Buchstaben „Rosz“ beginnt.

## Rosz
- Rosz, Martin (* 1945), deutscher Maler

### Rosza
- Roszak, Cecylia (1908–2018), polnische Widerstandskämpferin
- Roszak, Grzegorz (* 1955), polnischer Politiker (Platforma Obywatelska (Bürgerplattform)), Mitglied des Sejm
- Roszak, Theodore (1907–1981), US-amerikanischer Bildhauer und Maler
- Roszak, Theodore (1933–2011), US-amerikanischer Sozialkritiker und Schriftsteller

### Roszk
- Roszkowska, Małgorzata (* 1967), polnische Judoka
- Roszkowski, Wojciech (* 1947), polnischer Politiker, MdEP

### Roszm
- Roszmann, Augusta (1859–1945), belgische Malerin

### Roszn
- Roszner, Ervin (1852–1928), ungarischer Jurist, Politiker und Minister

### Roszy
- Roszyński, Józef (* 1962), polnischer Ordensgeistlicher, römisch-katholischer Bischof von Wewak